# Dorothy Kotz
Hon. Dorothy Christine Kotz (* 3. Januar 1944) ist eine australische Politikerin der Liberal Party, die zwischen 1989 und 2006 Mitglied des South Australian House of Assembly sowie mehrmals Ministerin war.

## Leben
Dorothy Christine Kotz war als Politik- und Gemeinschaftsforscherin, als Managerin und Kleinunternehmerin tätig und engagiere sich zudem in zahlreichen Organisationen und Vereinen in Tea Tree Gully City und war unter anderem Mitglied des Forums für gemeinnützige Arbeit, des Tennis- und Cricketvereins. Sie war Friedensrichterin (Justice of the Peace) sowie Vorsitzende und stellvertretende Vorsitzende des Beschäftigungsschulungsprogramms Avago Employment Training Scheme.
Bei der Wahl am 25. November 1989 wurde Dorothy Kotz für die Liberal Party im Wahlkreis Newland erstmals zum Mitglied der South Australian House of Assembly gewählt, des Unterhauses des Parlaments von South Australia, und konnte sich gegen die bisherige Wahlkreisinhaberin Di Gayler von der Australian Labor Party (ALP) durchsetzen. Sie vertrat diesen Wahlkreis bis zu ihrem Verzicht auf eine erneute Kandidatur bei der Wahl am 18. März 2006, woraufhin der ALP-Politiker Tom Kenyon dieses Mandat übernahm. Zu Beginn ihrer Parlamentszugehörigkeit war sie unter anderem zwischen dem 6. August 1992 und dem 9. Februar 1994 Mitglied des Ausschusses für soziale Entwicklung sowie im Anschluss vom 10. Februar 1994 bis zum 12. Dezember 1996 Präsidierendes Mitglied des Ausschusses für Umwelt, Ressourcen und Entwicklung.
Am 12. Dezember 1996 wurde Dorothy Kotz in die Regierung von Premier John Olsen und fungierte in dieser zunächst bis zum 20. Oktober 1997 als Jugendministerin (Minister for Youth Affairs), Ministerin für Beschäftigung, Aus- und Weiterbildung (Minister for Employment, Training and Further Education) sowie als Minister für Justizvollzugsdienste (Minister for Correctional Services). Nach der Wahl vom 11. Oktober 1997 war sie nach einer Umbildung der Regierung Olsen vom 20. Oktober 1997 bis zum 22. Oktober 2001 Ministerin für Angelegenheiten der Aborigines (Minister of Aboriginal Affairs) und zugleich zwischen dem 20. Oktober 1997 und dem 14. Februar 2000 Ministerin für Umwelt und Kulturerbe (Minister for Environment and Heritage) sowie daraufhin vom 14. Februar 2000 bis zum 22. Oktober 2001 Ministerin für Kommunalverwaltung (Minister for Local Government). Daneben gehörte sie zwischen dem 18. November 1999 und dem 28. März 2000 auch dem Sonderausschuss für den Murray River an.
In der anschließenden Regierung von Premier Rob Kerin, der letzten liberalen Regierung bis 2018, übernahm sie zwischen dem 22. Oktober 2001 und dem 5. März 2002 wiederum das Amt als Ministerin für Angelegenheiten der Aborigines. Sie war außerdem bis zum 4. Dezember 2001 weiterhin Ministerin für Kommunalverwaltung sowie nach einer Umbildung der Regierung Kerin zwischen dem 4. Dezember 2001 und dem 5. März 2002 sowohl Ministerin für Freizeit, Sport und Rennen (Minister for Recreation, Sport and Racing) und zugleich Ministerin für Verwaltungs- und Informationsdienste (Minister for Administrative and Information Services). Darüber hinaus gehörte sie zwischen dem 17. Dezember 1997 und dem 5. März 2002 dem Exekutivrat (Executive Council) als Mitglied an. Am 2. Mai 2002 wurde ihr der Höflichkeitstitel The Honourable verliehen. Nach ihrem Ausscheiden aus der Regierung war sie in ihrer letzten Legislaturperiode zwischen dem 7. Mai 2002 und dem 1. Mai 2006 Mitglied des Prüfungsausschusses für Gesetzgebung sowie schließlich vom 12. September 2005 bis zum 25. April 2006 auch noch Mitglied des Parlamentarischen Ausschusses für Arbeitssicherheit, Rehabilitation und Entschädigung.

## Hintergrundliteratur
- Parliament of South Australia: Statistical Record of the Legislature 1836–2007 (Memento vom 11. März 2019 im Internet Archive)